# SHOWTA'S VOICE
SHOWTA'S VOICEは、KBCラジオで放送していた、夜の番組である。
パーソナリティは、永山尚太。

## 放送時間

### 現在の放送時間
- 水曜日：24:00～24:30(JST)（2008年4月～2010年9月）

### 過去の放送時間
- 水曜日：24:30～25:00(JST)（～2007年3月）
- 水曜日：24:05～24:30(JST)（2007年4月～2008年3月）

## 番組内容
リスナーからのお便りと永山尚太によるフリートークが中心の番組。

また、沖縄で活躍しているアーティストとトークをすることもある。
| KBCラジオ 水曜日24:30～25:00                   | KBCラジオ 水曜日24:30～25:00            | KBCラジオ 水曜日24:30～25:00             |
| 前番組                                         | 番組名                                  | 次番組                                   |
| ---------------------------------------------- | --------------------------------------- | ---------------------------------------- |
| Radi au cafe                                   | SHOWTA'S VOICE （～2007年3月）          | ジャンジャン パラダイス （2007年4月～ ） |
| KBCラジオ 水曜日24時前半                       |                                         |                                          |
| カプセルマガジン第2期 （2005年4月～2007年3月） | SHOWTA'S VOICE （2007年4月～2010年9月） | VEROQ （24:05 - 24:30）                  |